# Паусанија (спартански краљ)
Паусанија (грч. Παυσανίας; умро око 380. п. н. е. ) био је спартански краљ династије Агијада. Током његове владавине завршен је Пелопонески рат.

## Биографија
Паусанија је син и наследник краља Плеистоанакта. На престо је дошао након очеве смрти. Године 404. завршен је Пелопонески рат победом Спарте. Паусанија је владао Спартом и у време Коринтског рата. На челу свог одреда није стигао на време у помоћ своме војсковођи Лисандру који је потучен у бици код Халијарта. Лисандар је погинуо у бици. Против Паусаније је покренут судски поступак и донета смртна пресуда. Међутим, краљ се склонио у Тегеју, а потом у Персијско царство где је остао све до смрти. Престо је наследио његов син Агесиполис I.